# Економија Андоре
Економија Андоре је развијена и слободна тржишна економија коју воде финансије, малопродаја и туризам. Бруто домаћи производ (БДП) земље био је 3,66 милијарди долара у 2007. Атрактивна за купце из Француске и Шпаније као слободна лука, Андора је такође развила активна летња и зимска туристичка одмаралишта. Са око 270 хотела и 400 ресторана, као и много продавница, туристичка делатност запошљава све већи део домаће радне снаге. Процењује се да их годишње посети око 13 милиона туриста.
Прилично је активна трговина робом широке потрошње, укључујући и увозне производе, који су, пошто су бесцарински, јефтинији у Андори него у суседним земљама. Бесцарински статус Андоре је такође значајно утицао на контроверзу у вези са њеним односом са Европском унијом (ЕУ). Њени преговори о бесцаринском статусу и односу са ЕУ почели су 1987. године, убрзо након придруживања Шпаније. Споразум који је ступио на снагу у јулу 1991. поставља бесцаринске квоте и ограничава одређене артикле – углавном млечне производе, дуванске производе и алкохолна пића. Андори је дозвољено да одржава разлике у ценама у односу на друге земље ЕУ, а посетиоци уживају ограничене бесцаринске накнаде.
Досадашњи резултати избора у Андори указују на то да многи подржавају владине реформске иницијативе и верују да се земља у одређеној мери мора интегрисати у Европску унију како би наставила да ужива у свом просперитету. Иако обрадиво земљиште чини мање од 2% земље, пољопривреда је била главни ослонац економије Андоре све до успона туризма. Узгој оваца је био главна пољопривредна делатност, али је узгој дувана уносан. Већина хране из Андоре се увози.
Поред рукотворина, производња обухвата цигаре, цигарете и намештај за домаће и извозно тржиште. Хидроелектрана у Лес Ескалдесу, капацитета 26,5 мегавата, обезбеђује 40% електричне енергије Андоре; Остало обезбеђује Шпанија.

## Преглед
Туризам је главни ослонац економије Андоре, који чини око 80% БДП-а. Процењује се да их годишње посети око 9 милиона туриста, привучени бесцаринским статусом Андоре и њеним летњим и зимским одмаралиштима. Компаративна предност Андоре је недавно еродирала како су се отвориле економије суседне Француске и Шпаније, обезбеђујући ширу доступност робе и ниже тарифе. Банкарски сектор, са својим статусом „ пореског раја “, такође значајно доприноси привреди. Пољопривредна производња је ограничена недостатком обрадивог земљишта, а већина хране се мора увозити. Основна сточарска делатност је узгој оваца. Производња се састоји углавном од цигарета, цигара и намештаја. Андора је чланица Царинске уније ЕУ и третира се као чланица ЕУ за трговину индустријским производима (без царина).

## Статистика
БДП: паритет куповне моћи - 3,66 милијарди долара (2007)поређење земље са светом: 168
БДП – реална стопа раста: 2% (процена из 2007.)поређење земље са светом: 163
БДП – по глави становника: паритет куповне моћи – 42.500 УСД (2007.)поређење земље са светом: 15
БДП - састав по секторима:пољопривреда: Н/Аиндустрија: Н/А услуге: Н/А
Становништво испод линије сиромаштва: Н/А
Приходи или потрошња домаћинства према процентуалном учешћу:најнижих 10%: Н/Анајвиших 10%: Н/А
Стопа инфлације (потрошачке цене): 3,9% (2007)поређење земље са светом: 59
Радна снага: 42.230 (2007.)поређење земље са светом: 185
Радна снага - по занимањима: пољопривреда 0,3%, индустрија 20,8%, услуге 79% (2007)
Стопа незапослености: 2,9%поређење земље са светом: 1
Буџет:приходи: 496,9 милиона доларарасходи: 496,8 милиона долара (2007.)
Индустрије: туризам (посебно скијање), сточарство, дрво, банкарство, дуван, намештај
Стопа раста индустријске производње: Н/А
Електрична енергија - производња: Н/А
Електрична енергија - производња по извору:фосилно гориво: 0%хидро: 40%нуклеарно: 0%остало: 60% увезено из Шпаније
Електрична енергија - потрошња: Н/А
Електрична енергија - извоз: Н/А
Електрична енергија - увоз: Н/А; напомена - увози струју из Шпаније и Француске; Андора производи малу количину хидроенергије
Пољопривреда - производи: мале количине ражи, пшенице, јечма, овса, поврћа; овце
Извоз: 117,1 милиона долара фоб (2007)поређење земље са светом: 193
Извоз - роба: дувански производи, намештај
Извоз – партнери: Француска 17%, Шпанија 59,5% (2006)
Увоз: 1,789 милијарди долара (2007)поређење земље са светом: 154
Увоз - роба: роба широке потрошње, храна, струја
Увоз – партнери: Шпанија 53,2%, Француска 21,1% (2006)
Дуг – екстерни: Н/А
Економска помоћ – прималац: нема
Валута: Евро је заменио француски франак и шпанску пезету.
Курсеви : евра за амерички долар - 0,6827 (2008), 0,7306 (2007), 0,7964 (2006), 0,8041 (2005), 0,8054 (2004), 0,886 (2003), 1,0126 (2007), 1,0126 (2003), 1,0126 (2005), јануар 2000), 0,9386 (1999)
Фискална година: календарска година